# She Moves
She Moves foi uma girl group americana formada por ex-dançarinas dos New York Knicks. Suas integrantes eram Carla Duren, Danielle Flora e Diana Bologna. O trio durou de 1997 a 1999.

## Discografia

### Álbuns
- 1997 - Breaking All the Rules

### Singles
| Ano  | Single                   | Álbum                  | EUA | ARC Weekly Top 40 |
| ---- | ------------------------ | ---------------------- | --- | ----------------- |
| 1997 | "Breaking All the Rules" | Breaking All the Rules | 32  | 10                |
| 1998 | "It's Your Love"         | Breaking All the Rules | 67  | 28                |
| 1998 | "Just For Tonight"       | Breaking All the Rules | -   | -                 |